# Théodore Fix
Théodore Fix, född 1800 i Solothurn, död 31 juli 1846 i Paris, var en schweizisk-fransk nationalekonom, bror till Théobald Fix.
Fix kom 1830 till Paris, där han 1833-36 tillsammans med Jean Charles Léonard de Sismondi utgav "Revue mensuelle d'économie politique". År 1846 utkom hans förnämsta, ytterst konservativa arbete, Observations sur l'etat des classes ouvrières, vari han sökte orsakerna till kroppsarbetarnas nöd i dryckenskap och brist på omtanke, uttalade sig emot alla arbetarorganisationer samt för höjande av arbetarnas ställning och i stället rekommenderade förbättrat undervisningsväsen, bättre hygieniska förhållanden och upphörande av arbetet i fängelserna.